# フェデリコ・ハインツ

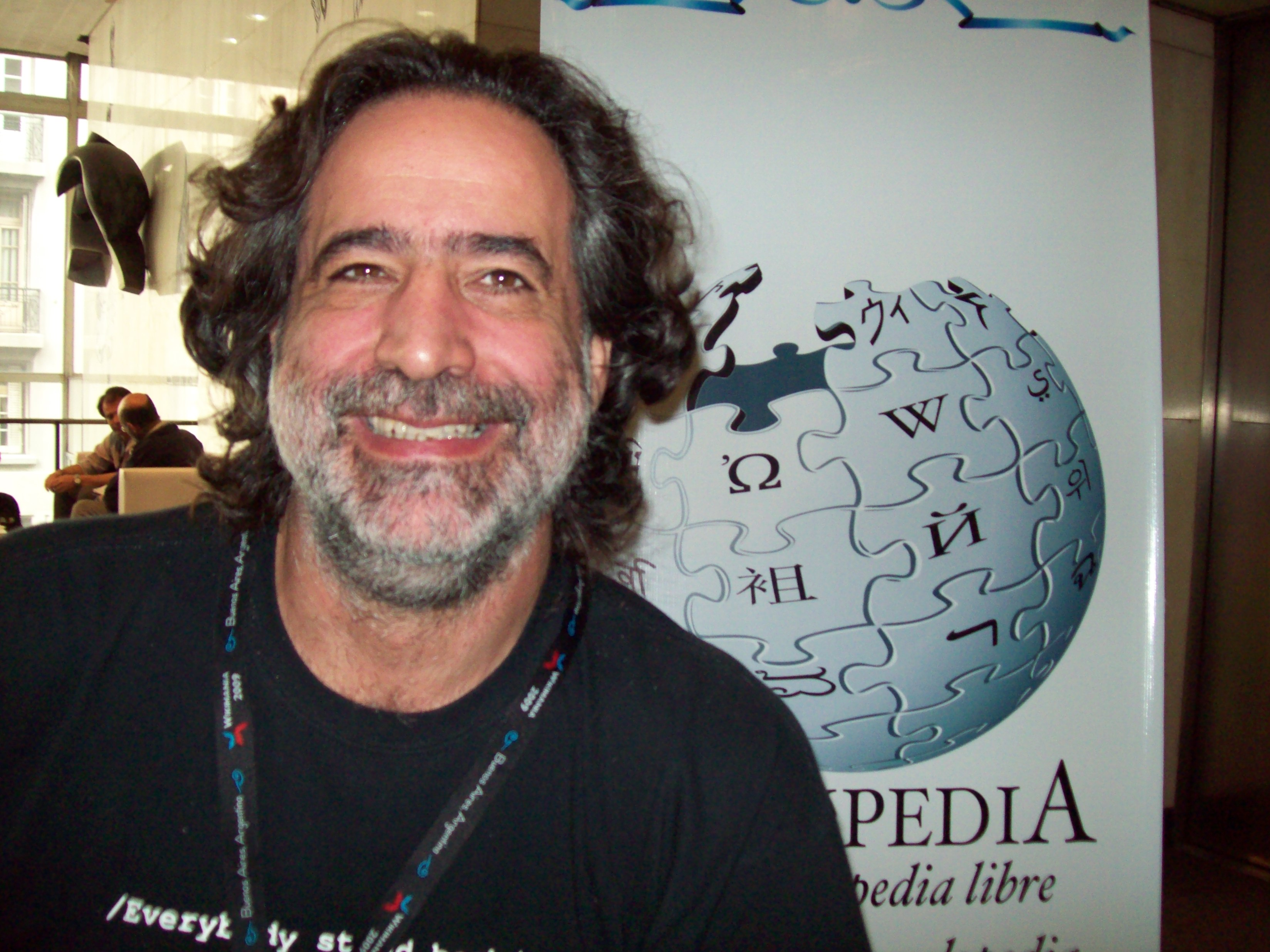
ウィキマニア 2009にて

フェデリコ・ハインツ（Federico Heinz）はアルゼンチン在住の、ラテンアメリカ系のプログラマ、自由ソフトウェア支持者である。彼はFundación Vía Libreの共同設立者、代表である。この団体は、社会的な進歩のための牽引車としての知の自由流動（free flow of knowledge as a motor for social progress）を促進し、そして、自由ソフトウェアの利用、開発を推進する非営利団体である。彼は、アルゼンチンのIng. Dragan、コンデ博士（Dr. Conde）、ペルーのエドガル・ビリャヌエバ・ヌニェス博士（Dr. Edgar Villanueva Nuñez）らのような議員が政策を立案する際に助言しており、議会が行政学の全ての分野で自由ソフトウェアを採用するよう要求したことを擁護するよう、その援助を行っている。
彼はFree Software Foundation Latin Americaの設立時の理事である
彼は、スペイン語、英語そしてドイツ語を流暢に喋る。